# Anne Claude de Caylus

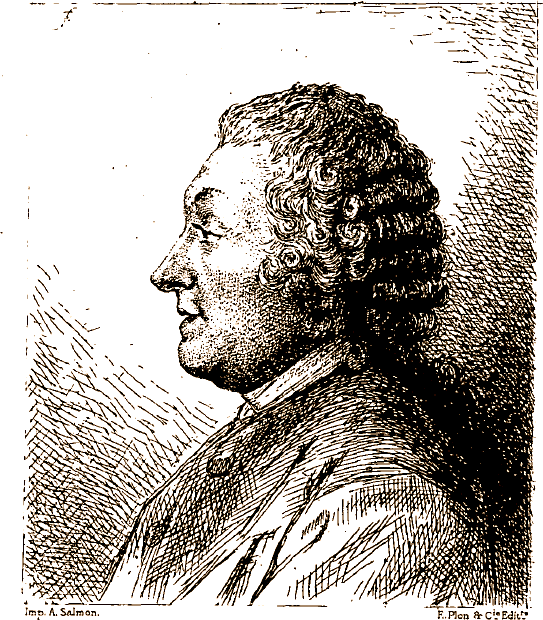
Anne Claude Philippe de Tubieres de Grimoard de Pestels de Levis, conde de Caylus.

Anne-Claude-Philippe de Tubières-Grimoard de Pestels de Lévis, conde de Caylus, marqués de Esternay y barón de Bransac, conocido popularmente como conde de Caylus (París, 31 de octubre de 1692-5 de septiembre de 1765) fue un anticuario francés, proto-arqueólogo, grabador y hombre de letras.

## Vida

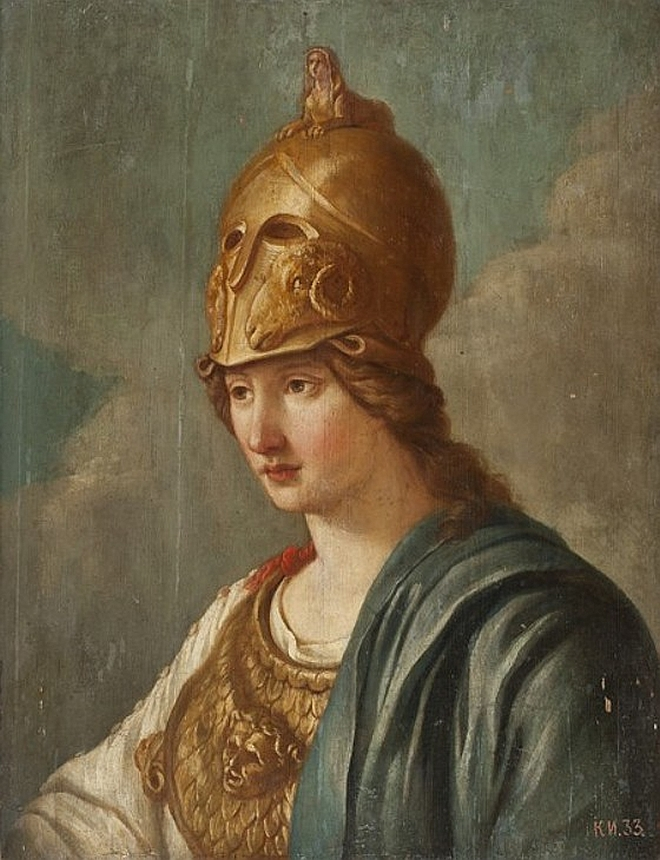
Joseph-Marie Vien - Minerva 1754.

Era el hijo mayor del teniente-general Anne de Tubières (1666-1704), conde de Caylus, y de Marthe-Marguerite Le Valois de Villette de Mursay (1673-1729), por matrimonio condesa de Caylus, quien era hija del vicealmirante Philippe, marqués de Villette-Mursay. Caylus era primo de Mme de Maintenon, quien había criado a su madre Marthe-Marguerite como su propia hija. Marthe-Marguerite es recordada porque escribió valiosos Souvenirs de la corte de Luis XIV; fueron editadas por Voltaire (1770), y luego por posteriores editores.
Tras la muerte de su padre en 1704, Caylus fue criado por un tío suyo, obispo de Auxerre. Siendo un hombre joven, Caylus sirvió en el ejército francés, desde 1709 hasta 1714, participando en la Guerra de sucesión española. Después de la paz de Rastatt (1714) pasó algún tiempo viajando por Italia, Grecia, Constantinopla, el Levante, Inglaterra y Alemania y dedicó gran atención al estudio de las antigüedades. Es posible que efectuase adquisiciones en estos viajes, pero falta documentación; sí consta que a la muerte de su madre en 1729 empezó a coleccionar objetos, que a su muerte legará al Gabinete de Medallas, actualmente dependiente de la Biblioteca Nacional de Francia.
Se convirtió en miembro activo de la Académie royale de peinture et de sculpture y de la Académie des Inscriptions. Entre sus principales obras dedicadas a las antigüedades están la profusamente ilustrada Recueil d'antiquités égyptiennes, étrusques, grècques, romaines et gauloises (6 vols., París, 1752-1755), del que bebieron todos los diseñadores de arte neoclásico durante el resto del siglo. Fue uno de los primeros conocedores en considerar la Arqueología como una ciencia, y Winckelmann reconoció su deuda con él.
Su Numismata Aurea Imperatorum Romanorum, trata sólo de la acuñación de oro de los emperadores romanos, «los que merecen ser coleccionados por un gran señor». Su concentración sobre el objeto en sí marcó el paso hacia los modernos conocedores y en su Mémoire (1755) con el método de pintura a la encáustica, la antigua técnica de pintar con cera como un medio mencionado por Plinio el Viejo, afirmó haber redescubierto el método. Diderot, que no era amigo de Caylus, mantuvo que el método adecuado había sido encontrado por J.-B. Bachelier. 
Caylus fue un admirable grabador y copió muchas pinturas de los grandes maestros. Hizo que se realizaran grabados a costa suya, de las copias de Bartoli de antiguos cuadros y publicó Nouveaux sujets de peinture et de sculpture (1755) y Tableaux tirés de l'Iliade, de l'Odyssée, et de l'Enéide (1757).
Sus intereses culturales no se vieron limitados al arte de la Antigüedad clásica sino que se extendió a monumentos galos, como los megalitos de Aurillle (Poitou), de los que encargó dibujos en 1762.
Animó a artistas cuyas reputaciones aún se estaban formando, como el pintor Watteau, a quien enseñó dibujo; y se hizo amigo del aficionado coleccionista de dibujos y grabados Pierre-Jean Mariette cuando Mariette sólo tenía veintidós años. Pero su mecenazgo fue algo caprichoso, y su carácter más bien brusco. Diderot expresó este hecho en un epigrama en su Salon de 1765: «La mort nous a délivré du plus cruel des amateurs». Caylus tenía otro aspecto de su carácter: tenía un gran conocimiento de los aspectos de peor reputación de la vida parisina, y dejó un gran número de historias más o menos ingeniosas que trataron de ella. Fueron recopiladas (Ámsterdam, 1787) como sus Œuvres badines complètes. La mejor de ellas es la Histoire de M. Guillaume, cocher (h. 1730). Sus Contes, rondando entre los cuentos de hadas franceses y las fantasías orientales, entre el encanto convencional y la sátira moral, han sido recopilados y publicados en 2005.
Al fallecer en 1765, el cuerpo de Caylus fue depositado en una urna funeraria romana, esculpida en pórfido en el siglo II o III; a lo cual Diderot comentó: «Aquí yace un anticuario chillón y abrupto / Oh, él está bien alojado en esta urna etrusca». 
Los Souvenirs du comte de Caylus, publicado en 1805, es de muy dudosa autenticidad. Véase también E. y J. de Goncourt, Portraits intimes du XVIIIième siècle; la edición de Charles Nisard de la Correspondance du comte de Caylus avec le père Paciaudi (1877); y una noticia por O. Uzanne prefijada a un volumen de sus Facties (1879).

### «Autor» deTirant lo Blanc
Caylus es el autor de la primera traducción al francés de la novela de Joanot Martorell; en realidad una adaptación, ya que el texto fue revisado y amputado. Además, todo muestra que Caylus no sabía que la novela era valenciana, pues se sirvió de una traducción italiana de Lelio Manfredi que data de 1538. Sin embargo, esta adaptación infiel es bella y de estilo muy agradable. El éxito de la novela está atestiguado por el número de sus ediciones, cinco de ellas registradas, que van desde 1737 a 1786. En esa época el francés era el idioma de la cultura por excelencia de la Ilustración de Europa, y muchos de los grandes escritores del mundo leían Tirant en francés, como Catalina la Grande de Rusia, que poseía una copia.